# إيفلين صموئيل
إيفلين صموئيل (بالإستونية: Evelin Samuel) هي مغنية وكاتِبة وممثلة إستونية، ولدت في 13 مايو 1975 في تالين في إستونيا.

## وصلات خارجية
- إيفلين صموئيل على موقع IMDb (الإنجليزية)
- إيفلين صموئيل على موقع ميوزك برينز (الإنجليزية)
- إيفلين صموئيل على موقع ديسكوغز (الإنجليزية)